# Geografía de Francia
La República Francesa (en francés, République française) es un estado transcontinental, formado por una parte metropolitana (esta, ubicada en Europa occidental) y una serie de departamentos de ultramar repartidos entre África, y América. La Francia metropolitana limita con cuatro mares: El mar del Norte, el canal de la Mancha, El océano Atlántico y el mar Mediterráneo, que además rodea la isla de Córcega.

## Relieve
El relieve de la Francia metropolitana se caracteriza por la «S francesa», que parte del sur de los Vosgos, desciende por el valle del Ródano y se dirige hacia el oeste por el sur del Macizo Central y el norte de los Pirineos.
Las cordilleras que alcanzan mayor altitud son los Alpes y los Pirineos. Más suave es la altura en el Macizo Central, cimas antiguas y redondeadas. En la frontera con Alemania están Los Vosgos y Las Ardenas. Al norte de los Alpes se encuentra el Jura, cubierta de pastos y con una altura que no supera los 800 m s. n. m.
Al noroeste de esta línea se encuentra la zona herciniana que data de la era primaria y secundaria, al sureste se encuentra la zona alpina que data de la era Terciaria y Cuaternaria. Esta línea es también una frontera altimétrica: la zona herciniana muestra las laderas redondeadas mientras que la zona alpina es más abrupta; y es una línea divisoria de aguas: al oeste, los ríos fluyen hacia el Atlántico, al este, fluyen hacia el Mediterráneo. El oeste tiene una influencia oceánica, mientras que al este experimenta una influencia mediterránea que se atenúa llegando al Jura.
Los puntos extremos de elevación son el delta del río Ródano, las Bocas del Ródano, que está dos metros bajo el nivel del mar; el punto más alto es el Mont Blanc, con 4810 m s. n. m. Para comprobar los posibles efectos del cambio climático sobre la capa de hielo y nieve del Mont Blanc, su superficie y cumbre han sido medidos extensa y periódicamente en años recientes; estas nuevas medidas del pico han superado la altura de 4807 m y han variado entre 4808 m y 4811 m; la cumbre auténtica, de roca, es de 4792 m y queda a 40 m de la cumbre cubierta de hielo.

### Costas
Tiene litoral que da al océano Atlántico, al canal de la Mancha, al mar del Norte y, en el sur, al mar Mediterráneo. Predominan las costas bajas y arenosas. Los principales accidentes geográficos de la costa atlántica son el golfo de Vizcaya o Gascuña, y la punta de Penmarch en la península de Bretaña. En el canal de la Mancha se encuentra el golfo de St. Malo, luego la península de Cotentin cuyo extremo es el cabo de la Hague, luego la bahía del Sena y la bahía del Somme. Después del estrecho canal llamado paso de Calais se encuentra un pequeño tramo que va a dar al mar del Norte, donde se encuentra Dunkerque. En el mar Mediterráneo se encuentra el golfo de León.

## Clima
En cuanto al clima, aunque Francia forma parte de la zona templada, tiene veranos que pueden ser calurosos. La influencia del Mediterráneo se manifiesta por inviernos suaves y cortos y por veranos tórridos.

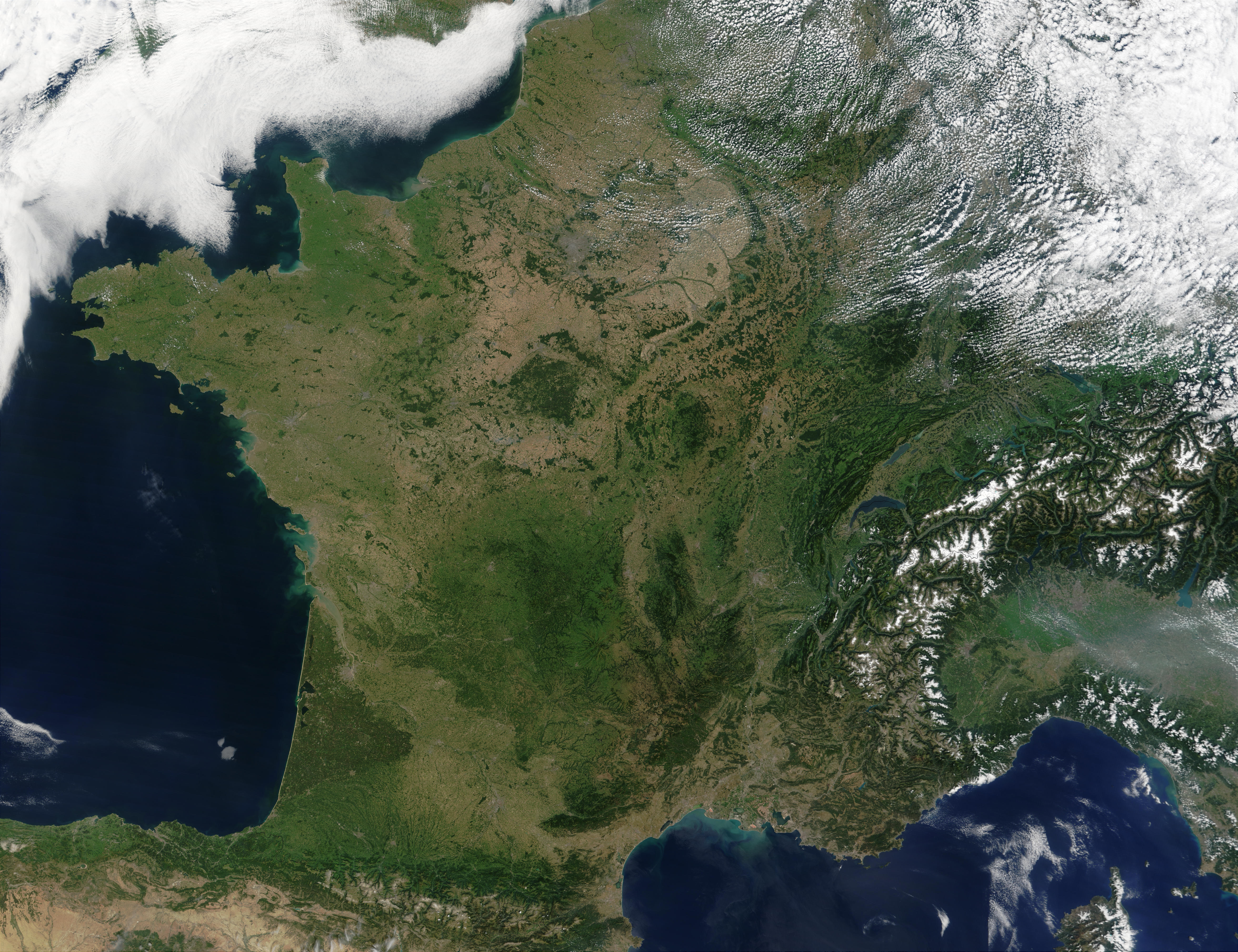
Imagen por satélite de Francia (metropolitana) en agosto de 2002. Una Francia inusualmente libre de nubes en esta imagen tomada el 14 de agosto de 2002. Al norte, las nubes oscurecen en su mayor parte el canal de la Mancha, pero el golfo de Vizcaya al oeste está claro, lo mismo que el mar Mediterráneo al sur. La porción más septentrional de España es claramente visible en la parte de abajo de la imagen, y queda separada de Francia por los Pirineos.

La disposición del relieve acentúa los contrastes de temperaturas, ya que los macizos montañosos impiden la influencia del océano en las llanuras del Este (E). En verano las temperaturas aumentan sensiblemente de Norte (N) a Sur (S); todas las regiones del Noroeste disfrutan de un verano moderado sin calores excesivos, que contrasta con los veranos cálidos del S. y región mediterránea (la temperatura media de julio en Brest es de 16,6 °C y en Marsella de 24,1 °C). En invierno las temperaturas disminuyen de Oeste (O). a E., lo que traduce la influencia de las masas oceánicas; en las regiones más continentales el frío es fuerte y persistente. Estrasburgo tiene una temperatura media en enero de 1,6 °C y unos 69 días de heladas. En las regiones orientales la existencia de un relieve en canales (surco del Ródano) canaliza los vientos en dirección NS; el mistral seco y frío que sopla en el valle del Ródano, es el más importante.
Las precipitaciones tienen un carácter moderado, pero son raras las regiones donde las lluvias son inferiores a 500 mm. La pluviosidad es abundante en la fachada atlántica y en las áreas montañosas, y escasa en las llanuras del interior, en las regiones abrigadas por el relieve y en el área mediterránea (Marsella, 555 mm). En las regiones continentales las lluvias caen principalmente en verano y en forma de chubascos; en las regiones mediterráneas las precipitaciones, irregulares y violentas, se producen al principio y fin del invierno. En conjunto el clima de Francia se caracteriza por un tiempo inestable, resultado de la lucha de las masas de aire que se extienden sobre el país. En invierno el aire frío, continental y seco, es empujado por los vientos del E. Contrarrestadas por las depresiones atlánticas que afluyen sobre el país y dulcifican el clima; en verano la invasión del aire tropical es limitada por los vientos del O.
Se pueden distinguir tres áreas climáticas características: la del dominio oceánico, la de dominio mediterráneo y la continental.
La zona sometida a las influencias oceánicas es la más extensa y cubre la mayor parte del país, aunque el clima oceánico puro existe solamente en Bretaña y Normandía. Se caracteriza por un tiempo inestable, ya que los vientos modifican rápidamente el estado atmosférico, y por temperaturas no excesivas; las brumas y las lluvias atenúan el frío invernal. Lluvias abundantes, aunque varían según la región; el número de días pluviosos es siempre elevado: 2 días sobre 5 en París (813 mm) y 3 sobre 5 en Brest (1298 mm), que tiene más de 200 días de lluvia al año. El crachin, lluvia fina y penetrante, cae en Bretaña, principalmente en otoño e invierno. El bosque de robles y hayas y los prados y landas se mezclan con otras especies, como pinos y abedules. En Bretaña la roturación ha extendido el bocage y las landas en detrimento del bosque. Los veranos demasiado frescos excluyen el cultivo de la vid, pero los cereales secundarios, los manzanos, plantas forrajeras y hortalizas se acomodan a este clima. En la cuenca de Aquitania los inviernos desapacibles, suaves y brumosos recuerdan los inviernos bretones (Burdeos recibe 1137 mm anuales). Los aguaceros y chaparrones emborronan las primaveras tardías y frescas; el verano, en cambio, más cálido y seco, se prolonga con un otoño soleado.
En la cuenca de París el clima oceánico se halla degradado de O a E. El invierno, mucho más acentuado, está marcado por periodos de frío, nevadas y bruscas heladas; el verano es más cálido y se caracteriza por lluvias borrascosas de carácter continental. La temperatura media de enero en París es de 2,2 °C y en julio de 18,2 °C.
El dominio mediterráneo se caracteriza por clima seco y cielo luminoso; su área es poco extensa, ya que se halla limitada por el cuadro montañoso de los Alpes y de las Cevenas. La latitud y la influencia del Mediterráneo dan lugar a inviernos suaves y veranos tórridos; en Marsella la temperatura de enero es de 7,1 °C y en Niza de 8 °C, y la media de julio de 24,1 °C y 20,9 °C, respectivamente.
El clima continental comprende las tierras orientales del país; llanuras y grandes valles abrigados por los macizos montañosos, ya que no se benefician de la influencia de los vientos del O. Se caracteriza por las estaciones acusadas, con inviernos crudos y más secos, y la presencia de los vientos locales acentúa estos caracteres. Las precipitaciones menos abundantes e irregulares caen principalmente en verano, sobre todo en Alsacia (Estrasburgo, 631 mm), y en otoño, que en el valle del Ródano.
El clima de montaña viene determinado por el factor principal, que es la altitud. Se caracteriza por inviernos largos y crudos, veranos frescos y cortos y precipitaciones abundantes (entre 1500 y 2000 mm). A las praderas y cultivos de las bajas pendientes sucede el bosque frondoso y el de coníferas; entre los 1500 m y 2000 m aparece la pradera alpina.
| Parámetros climáticos promedio de París, capital de Francia | Parámetros climáticos promedio de París, capital de Francia | Parámetros climáticos promedio de París, capital de Francia | Parámetros climáticos promedio de París, capital de Francia | Parámetros climáticos promedio de París, capital de Francia | Parámetros climáticos promedio de París, capital de Francia | Parámetros climáticos promedio de París, capital de Francia | Parámetros climáticos promedio de París, capital de Francia | Parámetros climáticos promedio de París, capital de Francia | Parámetros climáticos promedio de París, capital de Francia | Parámetros climáticos promedio de París, capital de Francia | Parámetros climáticos promedio de París, capital de Francia | Parámetros climáticos promedio de París, capital de Francia | Parámetros climáticos promedio de París, capital de Francia |
| Mes                                                         | Ene.                                                        | Feb.                                                        | Mar.                                                        | Abr.                                                        | May.                                                        | Jun.                                                        | Jul.                                                        | Ago.                                                        | Sep.                                                        | Oct.                                                        | Nov.                                                        | Dic.                                                        | Anual                                                       |
| ----------------------------------------------------------- | ----------------------------------------------------------- | ----------------------------------------------------------- | ----------------------------------------------------------- | ----------------------------------------------------------- | ----------------------------------------------------------- | ----------------------------------------------------------- | ----------------------------------------------------------- | ----------------------------------------------------------- | ----------------------------------------------------------- | ----------------------------------------------------------- | ----------------------------------------------------------- | ----------------------------------------------------------- | ----------------------------------------------------------- |
| Temp. máx. abs. (°C)                                        | 15                                                          | 21                                                          | 26                                                          | 30                                                          | 33                                                          | 38                                                          | 40                                                          | 35                                                          | 33                                                          | 28                                                          | 21                                                          | 17                                                          | 40                                                          |
| Temp. máx. media (°C)                                       | 6                                                           | 7                                                           | 12                                                          | 16                                                          | 20                                                          | 23                                                          | 25                                                          | 24                                                          | 21                                                          | 16                                                          | 10                                                          | 7                                                           | 15.6                                                        |
| Temp. mín. media (°C)                                       | 1                                                           | 1                                                           | 4                                                           | 6                                                           | 10                                                          | 13                                                          | 15                                                          | 14                                                          | 12                                                          | 8                                                           | 5                                                           | 2                                                           | 7.6                                                         |
| Temp. mín. abs. (°C)                                        | -12                                                         | -15                                                         | -4                                                          | 0                                                           | 2                                                           | 6                                                           | 9                                                           | 8                                                           | 3                                                           | -3                                                          | -5                                                          | -13                                                         | -15                                                         |
| Precipitación total (mm)                                    | 56                                                          | 46                                                          | 35                                                          | 42                                                          | 57                                                          | 54                                                          | 59                                                          | 64                                                          | 55                                                          | 50                                                          | 51                                                          | 50                                                          | 619                                                         |
| Días de precipitaciones (≥ 1 mm)                            | 17                                                          | 14                                                          | 12                                                          | 13                                                          | 12                                                          | 12                                                          | 12                                                          | 13                                                          | 13                                                          | 13                                                          | 15                                                          | 16                                                          | 162                                                         |
| [cita requerida]                                            |                                                             |                                                             |                                                             |                                                             |                                                             |                                                             |                                                             |                                                             |                                                             |                                                             |                                                             |                                                             |                                                             |

## Hidrografía
Desde el punto de vista hidrológico, Francia tiene una posición fuerte en Europa. La precipitación es, en efecto, bastante elevada y alimenta potentes ríos que fluyen ya hacia el mar, ya hacia los países vecinos (norte y noreste). El agua procedente de Francia ofrece una disponibilidad de agua a Bélgica, Luxemburgo, Alemania e indirectamente a los Países Bajos.
Según Aquastat, el total de precipitación anual promedio es de 867 milímetros, para un área de 551 500 kilómetros cuadrados, un volumen de precipitación anual de 477,99 kilómetros cúbicos, redondeado los 478 millones de metros cúbicos.
En los años más secos (cada 10 años aproximadamente), la precipitación anual es de 110 km cúbicos.
De este volumen de precipitación, la evapo-transpiración consume 301,5 km³. Quedando 176,5 kilómetros cúbicos de aguas superficiales (ríos). El coeficiente de escurrimiento, en promedio, sumando todas las cuencas es de 320 mm anuales.
Hay que añadir también 2 km³ de agua subterránea producida, lo que hace un total de 178,5 kilómetros cúbicos de agua producida internamente.
Además, una importante cantidad de agua proviene de algunos países vecinos. Son 8,7 kilómetros cúbicos más que vienen desde otros países, de los cuales 7,7 km³ proceden de Suiza (del curso superior del Ródano y del Doubs) y 1 km³ de España (curso superior del Garona). Las contribuciones de Bélgica y Alemania se consideran como insignificantes. Por último, la contribución del Rin de 33 km³ es un caso especial. Este río es fronterizo en una distancia bastante larga, pero nunca entra en territorio francés. Por ello, se considera que la mitad de su flujo en la entrada (Basilea) es parte de los recursos de agua de Francia producida en el extranjero, o sea 16,5 km cúbicos.
El total de fuentes renovables de agua en el país, por lo tanto, ascienden a 203,7 kilómetros cúbicos (1 km³ = 1000 millones de metros cúbicos) de los cuales:
- 176,5 km³ de agua superficial producida internamente
- 2 km³ de agua producida internamente
- 25,2 km³ de agua superficial producidos en el exterior (el extranjero)

la tasa de dependencia con respecto al extranjero es del 12,37 %.
En promedio cada año 13,5 km³ de agua al año salen del país a los países vecinos:
- Bélgica: 5,3 km³ (alimentación del Mosa del Escalda y del Yser)
- Alemania: 3,4 km³ (Sarre y los ríos de la Alsacia que van hacia el Rin)
- Luxemburgo y Alemania: 4 km³ ( Mosela)
- Italia: 0,2 km³ (Roya)
- España: 0,3 km³ (el Segre, un importante afluente del Ebro que nace en Francia)

La cantidad de agua disponible (que incluye todos los recursos creados internamente, la mayoría de los aportes externos) es de 203,7 km³ al año, para una población estimada en 61,9 millones de habitantes (a finales de 2007), 3290 m³ por habitante y año.

### Grandes ríos

Ríos de la Francia Metropolitana

- El Loira - es el río más largo de Francia, (1013 km)
- El Sena - solo una pequeña parte de la cuenca está fuera de Francia
- El Garona nace en España, pero entra en Francia a los pocos kilómetros
- El Ródano nace en Suiza y entra en Francia varios kilómetros después del lago Lemán
- El Mosa nace en Francia (donde tiene solo una pequeña parte de su curso) y, a continuación, atraviesa Bélgica y los Países Bajos
- El Rin solo es francés en su recorrido alsaciano
- El Escalda solo tiene importancia en Bélgica
- El Oiapoque, el Mana y el Maroni en Guyana

Francia también está regada por numerosos ríos navegables:
- Somme, Orne, Vilaine, Charente, Adur, Aude, Hérault, Var, que desembocan en el mar;
- Mosela, Saône, Yonne, Doubs, Marne, Aisne, Oise, Allier, Cher, Loiret, Indre, Viena, Mayenne, Ariège, Lot, Tarn, Dordoña, Isère, Drôme, etc, que desembocan en ríos más grandes)

### Principales canales
Los canales más notables son:
- Canal del Midi;
- Canal Central;
- Canal del Ródano al Rin;
- Canal de Borgoña;
- Canal lateral al Loira;
- Canal du Cher;
- Canal de Nantes a Brest;

## Medio ambiente

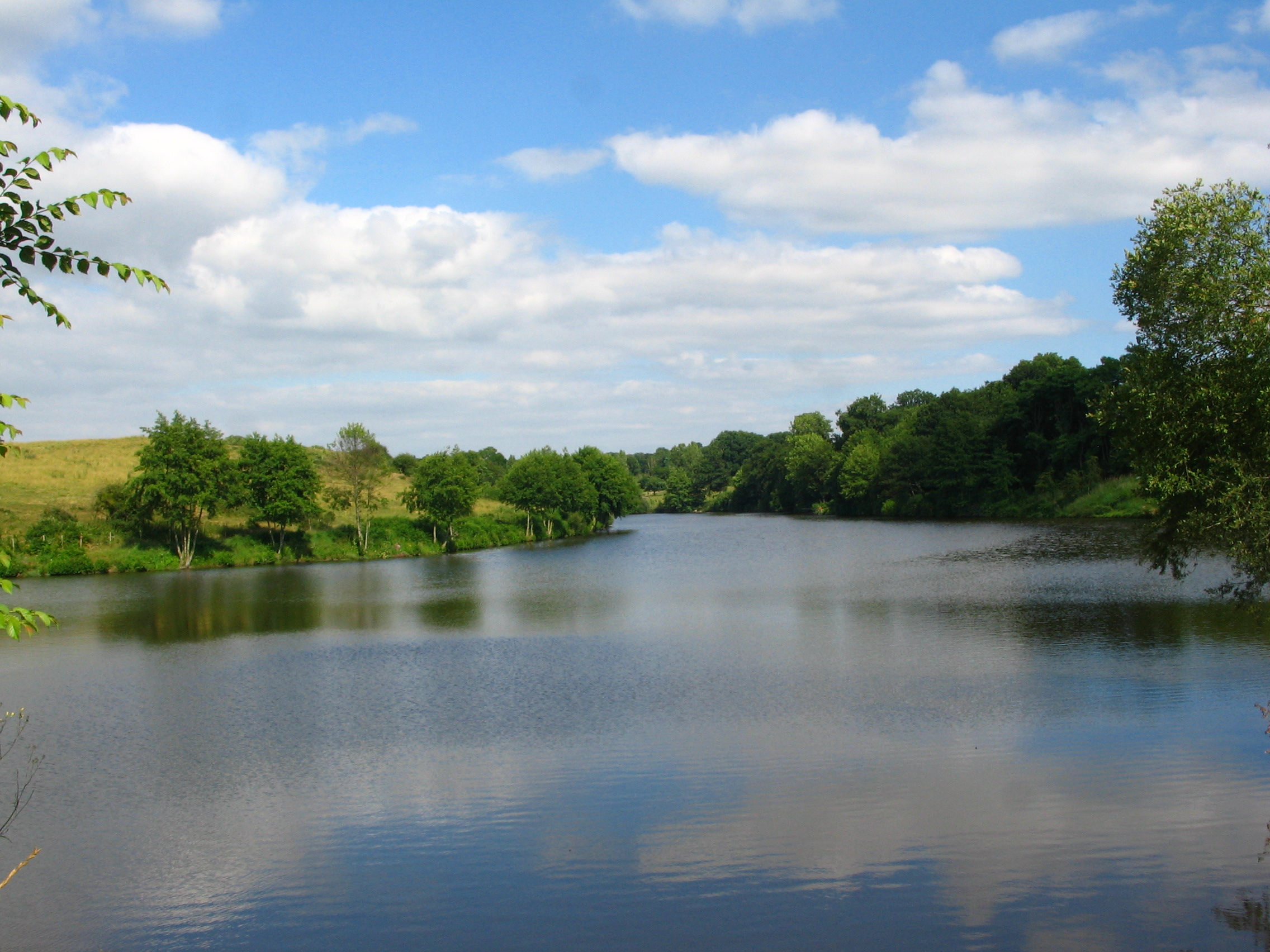
Lago de Verdon, en Maine y Loira

Conforme a la normativa de la Unión Europea, el territorio de este país se reparte en cuatro regiones biogeográficas: mediterránea, continental, atlántica y, en la parte francesa de los Alpes, alpina. Destacan en su patrimonio natural tres sitios patrimonio de la Humanidad declarados por la Unesco: comparte con España el bien mixto "Pirineos-Monte Perdido" (1997, 1999); bienes naturales son "golfo de Porto, cala de Piana, golfo de Girolata y reserva de Scandola" (1983) y las "Lagunas de Nueva Caledonia: diversidad de los arrecifes y ecosistemas conexos" (2008), en el territorio de Ultramar. Cuenta con 10 reservas de la biosfera, entre ellas la transfronteriza, compartida con Alemania, de Vosgues du Nord/Pfälzerwald. 3314,275 hectáreas están protegidas como humedales de importancia internacional al amparo del Convenio de Ramsar, en total, 36 sitios Ramsar. Tiene cinco parques nacionales: Ecrins, Mercantour, Port Cros, Pyrénées Occidentales y Vanoise.
Los riesgos naturales son, en la Francia metropolitana, son las inundaciones, avalanchas, tormentas de viento en mitad del invierno, sequías, incendios forestales en el sur cerca del Mediterráneo. En los departamentos de ultramar puede haber huracanes (ciclones), inundaciones y actividad volcánica en lugares como Guadalupe, la Martinica y la isla de Reunión.
En cuanto a los problemas medioambientales, hay cierto daño en los bosques derivado de la lluvia ácida; la contaminación atmosférica a partir de emisiones industriales y de la circulación de vehículos; la contaminación de las aguas provienen de desechos urbanos y de las granjas.

### Áreas protegidas de Francia
En Francia hay 5549 áreas protegidas que cubren 153 589 km², el 28% del territorio de 548 954 km², y 171 338 km² de superficie marina, el 49,83% del área que pertenece a Francia, 344 866 km². De estas, 8 son parques nacionales, 149 son reservas naturales nacionales, 54 son parques naturales regionales, 7 son reservas de la naturaleza corsas, 175 son reservas biológicas forestales, 85 son reservas biológicas forestales integrales, 608 son tierras adquiridas para la conservación del litoral, 948 son biotopos protegidos, 8 son zonas colchón de parques nacionales, 10 son reservas nacionales de caza y naturaleza, 2 son reservas integrales, 6 son parques naturales marinos, 175 son reservas naturales regionales, 1448 son tierras adquiridas para la conservación de áreas naturales regionales, 12 son perímetros protegidos en torno a reservas naturales nacionales, 4 son geotopos protegidos y 3 son hábitats naturales protegidos. A nivel regional, hay 5 áreas protegidas especiales de importancia mediterránea, según el Convenio de Barcelona para la protección del Mar Mediterráneo, 39 son áreas marinas protegidas, 11 son sitios de importancia comunitaria, 1341 son áreas de conservación especial y 403 son áreas de protección especial para las aves. De importancia internacional, hay 8 reservas de la biosfera de la Unesco, 3 sitios patrimonio de la humanidad y 37 sitios Ramsar.

## Geografía política

Regiones de Francia desde el 2016.

### Organización territorial
Francia tiene varios niveles de divisiones internas. La división administrativa de primer nivel de la Francia integral son las regiones. Además, la República Francesa tiene soberanía sobre varios otros territorios, con varios niveles administrativos.
La Francia metropolitana (es decir, europea) está dividida en 12 regiones y una colectividad territorial, Córcega. Sin embargo, en el habla común se habla de Córcega como región. Estas regiones se subdividen en 96 departamentos, que a su vez se dividen en 320 distritos, que a su vez se dividen en 1995 cantones, que a su vez se dividen en 34.836 municipios.
- Cinco regiones de ultramar (régions d'outre-mer, o ROM): Guadalupe, Guayana, Martinica, Mayotte y Reunión, con idéntico estatus que las regiones metropolitanas. Cada una de estas regiones de ultramar es también un departamento de ultramar (DOM), con el mismo estatus que un departamento de la Francia metropolitana. Esta doble estructura (región/departamento) es nueva, debido a la reciente ampliación del régimen regional a los departamentos de ultramar, y podría transformarse pronto en una única estructura, con la fusión de las asambleas regionales y departamentales. Otro cambio propuesto es la creación de nuevos departamentos, como en el caso de la Reunión, donde se ha propuesto crear un segundo departamento en el sur de la isla, con la región de la Reunión por encima de estos dos departamentos.
- Cuatro colectividades de ultramar (collectivités d'outre-mer, o COM): San Pedro y Miquelón, San Bartolomé, San Martín y Wallis y Futuna.
- Un "país" de ultramar (pays d'outre-mer, o POM): La Polinesia Francesa. En 2003 se convirtió en una colectividad de ultramar (o COM). Su ley estatutaria de 27 de febrero de 2004 le da la denominación particular de país de ultramar dentro de la República (o POM), pero sin modificar legalmente su estatus.
- Una colectividad sui generis (collectivité sui generis): Nueva Caledonia, cuyo estatuto es único en la República Francesa.
- Un territorio de ultramar (territoire d'outre-mer, o TOM): las Tierras Australes y Antárticas Francesas divididas en 5 distritos: Islas Kerguelen, Islas Crozet, Île Amsterdam e Île Saint-Paul, Tierra de Adelia y las islas dispersas (Banc du Geyser, Bassas da India, Europa, Juan de Nova, Glorioso y Tromelin).
- Una isla deshabitada en el Océano Pacífico, frente a la costa de México, que pertenece directamente a las tierras públicas del Estado central y es administrada por el alto comisario de la República Francesa en la Polinesia Francesa: Clipperton.

### Límites territoriales
- Límites terrestres:
  - Total: 3.966,2 kilómetros
  - 2.751 kilómetros (metropolitana), 1.205 kilómetros (Guayana Francesa) 10,2 kilómetros (San Martín)
- Países fronterizos:
  - Andorra 55 kilómetros, Bélgica 556 kilómetros , Alemania 450 kilómetros, Italia 476 kilómetros, Luxemburgo 69 kilómetros, Mónaco 6 kilómetros, España 646 kilómetros, Suiza 525 kilómetros (Francia metropolitana)
  - Brasil 649 kilómetros, Surinam 556 kilómetros, 1.205 kilómetros (Guayana Francesa)
  - Sint Maarten 10,2 kilómetros (San Martín)
- Costas: 3427 kilómetros (metropolitana), 378 kilómetros (Guayana Francesa), 306 kilómetros (Guadalupe), 350 kilómetros (Martinica), 207 kilómetros (Reunión)
- Reivindicaciones marítimas:
  - Mar territorial: 12 millas náuticas (22,2 km)
  - Zona contigua: 24 millas náuticas (44,4 km)
  - Zona económica exclusiva de Francia: 334 604 km² solamente en Europa. 11 691 000 km² incluyendo todos los territorios de ultramar. Las 200 millas náuticas (370,4 km) no se aplican al Mar Mediterráneo

Plataforma continental: 200 metros de profundidad o hasta la profundidad de explotación